# 拜六禮拜
《拜六禮拜》是一部由公視台語台、華視共同出品，多麼文創製作有限公司製作的電視劇。杜政哲擔任導演，由鍾欣凌、丁寧、孫淑媚、李李仁、連晨翔、劉書宏、王品澔、葛丞等主演的生活輕喜劇，其中，由孫淑媚擔任音樂製作，演唱主題曲，訂檔於2025年6月份在華視與公視臺語台播出。

## 播出時間
| 臺灣 公視台語台 每週日20:00-21:00      | 臺灣 公視台語台 每週日20:00-21:00      | 臺灣 公視台語台 每週日20:00-21:00 |
| -------------------------------------- | -------------------------------------- | --------------------------------- |
|                                        | 拜六禮拜（2025年6月8日－2025年8月3日） |                                   |
| 成功路上（2025年5月4日－2025年6月1日） | 城市情歌（重播）（2025年8月10日－）    |                                   |

## 劇情
故事描述一群從小在彰化縣二林鎮長大的女性，在40歲左右所面臨的情感、工作與家庭問題，從不同性格、職業及情感關係的女性做為出發點呈現中年女性的各式問題。從她們在劇中迷惘、探索、掙扎、覺悟的過程，探討如何在工作及生活間取得平衡。

## 演員與角色
鍾欣凌、丁寧、孫淑媚飾演從小在彰化縣二林鎮長大的朋友，其中鍾欣凌同理其飾演的角色，認為它正在追尋自己定位，追尋喜歡及被需要的感受，這是角色和同一個職場辦公室的職員人夫發展婚外情的原因，尤其是在同時失去自己的事業及愛情時，這個婚外情是絕望中的浮木。

### 其他演員列表
| 演員   | 角色   | 介紹                                             |
| ------ | ------ | ------------------------------------------------ |
| 李李仁 | 洪志安 | 周瑞秋的初戀，楊世美、蕭如如高中時期的暗戀對象。 |
| 劉書宏 | 陳冠中 | 種植葡萄的農夫。                                 |
| 連晨翔 | 楊家豪 | 拳擊教練員。                                     |
| 王品澔 | 孫曉健 | 大學生，周瑞秋的兒子。                           |
| 葛丞   | 吳文樂 | 周瑞秋在廣播電臺工作，其同事。                   |

## 音樂
拜六禮拜的音樂授權上架的平台包含Spotify、Apple Music、YouTube Music、KKBOX。其中主題曲由孫淑媚演唱，一直打不倒有限公司發行，歌名與劇名同樣為拜六禮拜；片頭曲《朋友之歌》及片尾曲《little song》均由民謠團體忒修斯演唱，由抓馬文化股份有限公司發行。

## 外部連結
- 台灣華視官方網站
- 拜六禮拜的Facebook專頁
- 拜六禮拜的Instagram帳戶
- 在Netflix上觀看《拜六禮拜》